# Macrolobium microcalyx
Macrolobium microcalyx är en ärtväxtart som beskrevs av Adolpho Ducke. Macrolobium microcalyx ingår i släktet Macrolobium och familjen ärtväxter.

## Underarter
Arten delas in i följande underarter:
- M. m. allenii
- M. m. microcalyx
- M. m. minimum